# Marinus Bichon van IJsselmonde
Marinus Bichon van IJsselmonde (Rotterdam, 26 augustus 1815 – IJsselmonde, 22 mei 1889), heer van Oost- en West-IJsselmonde en Lombardijen, was een Nederlands politicus.
Bichon van IJsselmonde was een Antirevolutionair Tweede Kamerlid in de tweede helft van de negentiende eeuw. Hij was afgevaardigde voor de districten Dordrecht en Gouda. Trad nogal zelfstandig en gematigd op in de Kamer. Groot voorstander van de bijzondere school en oprichter van een vereniging van christelijke onderwijzers.
Hij was lid van het geslacht Bichon en een zoon van de Rotterdamse burgemeester Marinus Cornelis Bichon van IJsselmonde.
- Biografisch Portaal: 33838571
- Digitale Bibliotheek voor de Nederlandse Letteren: bich002
- International Standard Name Identifier: 0000 0003 9718 9964
- Nederlandse Thesaurus van Auteursnamen: 070299838
- Parlement.com: vg09lky20ky9
- Virtual International Authority File: 292290785
- WorldCat: E39PBJwCXhtYVpHgvbBGhRhmBP